# Waika
I Waica sono un popolo indigeno del Venezuela di origine aribe che si trovano nel nord dello stato di Sucre e in Nueva Esparta. Oggi, sono di un numero che non va oltre le 7500 persone e un migliaio vivono lungo la valle dell'Orinoco, 500 nelle meseta della Guayana e la maggior parte restate vivono insieme agli yanomami, adottandone anche molte tradizioni.